# Amanliská

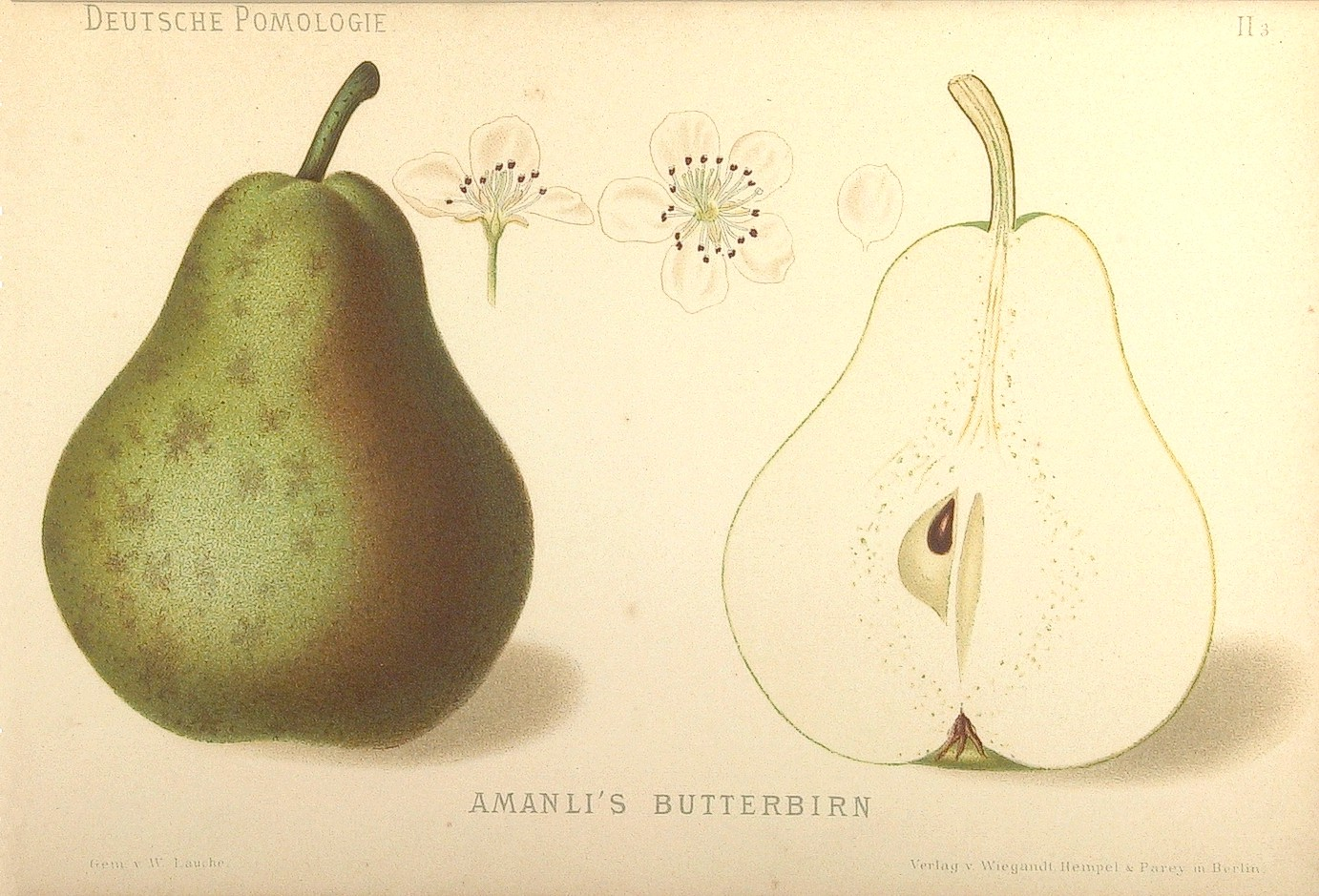

Amanliská (Pyrus communis 'Amanliská') je ovocný strom, kultivar druhu hrušeň obecná z čeledi růžovitých. Plody jsou řazeny mezi odrůdy letních hrušek, sklízí se v září, dozrává za několik dní po sklizni. Rozšířená ještě do poloviny 20. století, ale již v 20. století překonaná kvalitnějšími letními odrůdami.

## Jiná česká jména
'Amanlisova máslovka', 'Máslovka Amanliská', 'Špekovka', 'Václavka', 'Vilémina', 'Zelenatka'. Mnoho názvů měla i v jiných zemích z důvodů širokého rozšíření a obliby odrůdy.

## Historie

### Původ
Byla vyšlechtěna jako semenáč ve Francii v 18. století poblíž Amanlis. V roce 1828 byla zaslána do Paříže panu Noisetovi k posouzení.

## Vlastnosti
Odrůda je cizosprašná, kvete středně raně. Vhodnými opylovači jsou odrůdy 'Madame Verté', 'Křivice', 'Eliška'. Je triploidní odrůdou, klíčivost pylu je 8,5%. Prašníky jsou před vyzráním pylu krásně fialovočervené.

### Růst
Růst odrůdy je bujný, později slabý. Habitus koruny je úzce pyramidální, později převislý, není vhodná do stromořadí u cest.

## Plodnost
Plodí časně, hojně a zcela pravidelně.

## Plod
Plod je hruškovitý, velký (přes 200 g). Slupka hladká, nelesklá, zeleně, později téměř nažloutle zbarvená, někdy s mírně červeným líčkem. Dužnina je bílá, nazelenalá, máslovitá, jemná, sladká, slabě vonná. Již v polovině 20. století však byly pěstovány letní hrušky s lepšími plody.
Zralé plody po změknutí ztrácí chuť.

## Choroby a škůdci
Odrůda je považována za velmi odolnou proti strupovitosti i rzivosti a dalším chorobám.

## Použití
Nenáročná na polohu. Dobře snese přepravu v nedozrálém stavu. Není vhodná ke skladování a velkovýrobě, je vhodná k přímému konzumu. Odrůdu lze použít do všech poloh.